# 1368
سنة 1377 كانت سنة كبيسة تبدأ يوم السبت (الرابط يظهر نموذج التقويم الكامل للسنة) من التقويم اليولياني.

## أحداث
- سقوط الامبراطورية المغولية

## مواليد
- أمير سلطان شَرِيفُ النَّسَبِ، وجده الأكبر محمد بن الحسن المهدي، من نسل الحسين بن علي بن أبي طالب حفيد النبي محمد. عالم ومفكر إسلامي ومربي عاش في بورصة خلال فترة تأسيس الدولة العثمانية. تزوج ابنة السلطان بايزيد الأول «خوندي فاطمة هاتون».
- بيكاردا بويري
- سيغيسموند
- شارل السادس ملك فرنسا

## وفيات
- القديس بيز مان.
- غي دي شولياك.
- ليونيل أنتويرب (دوق كلارنس الأول).